# Астрабад (пароход, 1845)
«Астрабад» — пароход Каспийской флотилии Российской империи.

## Описание парохода
Колёсный пароход с железным корпусом. Длина судна составляла 50,29 метра, ширина с обшивкой — 9,14 метра, а осадка — 3,5 метра. На пароходе была установлена паровая машина мощностью 40 номинальных лошадиных сил, снятая с одноимённого парохода 1835 года постройки, и два бортовых гребных колеса, также судно несло парусное вооружение.

## История строительства
Пароход «Астрабад» был заложен на Камско-Воткинском железоделательном заводе. По сведениям из одних источников судно по частям было доставлено в Астрахань, где уже собрано и 9 (21) мая 1845 года спущено на воду. По другим данным полный цикл строительства этого парохода был пройден на Воткинском заводе и строительство велось в период с 1846 по 1849 год.
Предварительно на завод поступил запрос о возможности постройки и доставки в Астрахань до закрытия навигации 1847 года как железного корпуса, так и паровой машины парохода. Однако позже было принято решение строить только корпус, а паровой машину и котёл снять с ранее построенного одноимённого парохода с деревянным корпусом. Первоначальные чертежи парохода были подготовлены Морским министерством, однако при их согласовании начальником пароходостроительного заведения Воткинского завода полковником Романовым к чертежам возникло много вопросов, и планы по окончанию строительства судна были перенесены на 1848 год.
После согласования всех выявленных противоречий в документации на пароход 27 февраля (11 марта) 1847 года была рассчитана предварительная смена на его строительство, которая составила 14517 рублей, из которых 579 рублей 97 копеек предполагалось потратить на лесные материалы, 8294 рублей 25 копеек — на железные материалы, 42 рубля — на медные вещи, 697 рублей 60 копеек — на прочие материалы, 2429 рублей 45 копеек на оплату труда и 2475 рублей 49 копеек — на общие расходы. В том же году на строительства судна были перечислены 14254 рублей 44 ¾ копейки. К концу 1847 года строительство железного корпуса парохода началось, однако оно было сопряжено с серьёзными трудностями, возникшими по причине того, что на заводе не было опыта строительства паровых судов и работы проводились под открытым небом, а также в связи с необходимостью серьёзного ремонта парового котла, снятого со старого парохода. 
В первый год строительства было израсходовано 1292 рублей 28 ½ копейки выделенных средств, в последующем 1848 году – 11129 рублей 98 ½ копейки, таким образом на строительстве корпуса удалось сэкономить 1832 рублей 17 ¾ копейки, которые в том же году были отправлены в Сарапульское уездное казначейство. Однако в связи с необходимостью серьёзного ремонта парового котла, в 1849 году на эти работы было выделено еще 3498 рублей 60 копеек, которые в течение года были полностью потрачены.

## История службы
В 1847 и 1848 кодах совершил плавание из Астрахани к острову Четырёхбугорный, а также  по Волге до Воткинского завода и обратно. С 1849 по 1852 год выходил в плавания в Каспийское море.
В 1853 году в качестве почтового парохода совершал плавания из Астрахани к Ново-Петровску и Гурьеву городку.
В 1860 году пароход «Астрабад» был отчислен к порту.

## Командиры парохода
Командирами парохода «Астрабад» в разное время служили:
- лейтенант, а с 3 (15) апреля 1849 года капитан-лейтенант А. И. Дудинский (1847—1853 годы)[10].